# 暴力行為等処罰ニ関スル法律
暴力行為等処罰ニ関スル法律（ぼうりょくこういとうしょばつにかんするほうりつ、大正15年法律第60号）は、団体または多衆による集団的な暴行・脅迫・器物損壊・強要（面会強請・強談威迫）などを特に重く処罰することに関する日本の法律である。この法律には題名が付されておらず、「暴力行為等処罰ニ関スル法律」というのはいわゆる件名である。略称は、暴力行為等処罰法など。
治安警察法17条（罷業の誘惑・扇動を処罰）の削除に伴う制定で、公布は1926年（大正15年）4月10日。施行日について規定がないため、法例（現・法適用通則法）1条の規定により公布の日から起算して20日を経過した同年4月30日から施行された。主務官庁は法務省刑事局公安課。

現在では暴力団やその構成員を利用しての強要・脅迫行為の取り締まりなどに適用されるが、制定当初は、治安警察法の付属法として、当時治安警察法で違法とされていた労働者側によるストライキを頂点とする各種労働争議を徹底的に弾圧し、労働運動を封じ込めることが最大の狙いであった。
学生運動にも適用されたことがある（法政大学での実例）。また、教育機関等におけるいじめも同法が適用される場合がある。
特別刑法であるが、犯罪白書・警察白書においては、より総論的な性格の強い準刑法として扱われており、同書の統計では、特別法犯ではなく狭義の刑法犯として計上されている。
昭和39年法律第114号による改正で1条の2および1条の3が追加された。

## 構成
- 1条（集団的暴行、脅迫、毀棄の加重）
- 1条の2（銃砲刀剣類による加重傷害）
- 1条の3（常習的な傷害、暴行、脅迫、毀棄の加重）
- 2条（集団的、常習的な面会強請・強談威迫の罪）
- 3条（集団的犯罪等の請託）
- 附則

## 条文
（原文はカタカナ）
第1条　団体若は多衆の威力を示し、団体若は多衆を仮装して威力を示し又は兇器を示し若は数人共同して刑法（明治40年法律第45号）第208条（暴行罪）、第222条（脅迫罪）又は第261条（器物損壊罪）の罪を犯したる者は3年以下の拘禁刑又は30万円以下の罰金に処す
第1条の2　銃砲又は刀剣類を用ひて人の身体を傷害したる者は1年以上15年以下の拘禁刑に処す
2 前項の未遂罪は之を罰す
3 前2項の罪は刑法第3条、第3条の2及第4条の2の例（国外犯）に従ふ
第1条の3　常習として刑法第204条（傷害罪）、第208条、第222条又は第261条の罪を犯したる者人を傷害したるものなるときは1年以上15年以下の拘禁刑に処し其の他の場合に在りては3月以上5年以下の拘禁刑に処す
2 前項（刑法第204条に係る部分を除く）の罪は刑法第4条の2の例に従ふ
第2条　財産上不正の利益を得又は得しむる目的を以て第1条の方法に依り面会を強請し又は強談威迫の行為を為したる者は1年以下の拘禁刑又は10万円以下の罰金に処す
2 常習として故なく面会を強請し又は強談威迫の行為を為したる者の罰亦前項に同し
第3条　第1条の方法に依り刑法第199条（殺人罪）、第204条、第208条、第222条、第223条（強要罪）、第234条（威力業務妨害罪）、第260条（建造物等損壊罪）又は第261条の罪を犯さしむる目的を以て金品其の他の財産上の利益若は職務を供与し又は其の申込若は約束を為したる者及情を知りて供与を受け又は其の要求若は約束を為したる者は6月以下の拘禁刑又は10万円以下の罰金に処す
2 第1条の方法に依り刑法第95条の罪（公務執行妨害罪）を犯さしむる目的を以て前項の行為を為したる者は6月以下の拘禁刑又は10万円以下の罰金に処す